# Psora decipiens
Psora decipiens (Basionym: Lecidea decipiens) ist eine seltenere, erdbewohnende Flechte aus der Familie der Psoraceae.

## Beschreibung
Der Thallus von Psora decipiens besteht aus bis 4 mm breiten, bräunlichen, braunroten oder rosaroten Schuppen mit weißlichem Rand. Diese überlappen sich nur selten, sind rundlich bis gebuchtet oder leicht gekerbt und unterseits weißlich. Apothecien sind eher selten, randständig, schwarz und unberandet.

## Verbreitung
Psora decipiens siedelt vorwiegend auf kalkhaltigem Boden oder Kalkgestein, teils auch auf Moos. Sie ist eine Charakterart der sogenannten „Bunten Erdflechtengesellschaft“, zu der u. a. auch Fulgensia fulgens gehört. Sie kommt in ganz Europa bis in alpine Zonen vor, ist jedoch insgesamt selten und gefährdet.